# Anatolij Sałaujou
Anatolij Michajławicz Sałaujou (biał. Анатолій Міхайлавіч Салаўёў, ros. Анатолий Михайлович Соловьёв, Anatolij Michajłowicz Sołowjow; ur. 9 grudnia 1954 w Homlu) – białoruski oficer milicji, sędzia i polityk, deputowany do Rady Najwyższej Republiki Białorusi XIII kadencji, w latach 1996–2000 deputowany do Izby Reprezentantów Zgromadzenia Narodowego Republiki Białorusi I kadencji.

## Życiorys

### Młodość i praca
Urodził się 9 grudnia 1954 roku w Homlu, w obwodzie homelskim Białoruskiej SRR, ZSRR. W 1980 roku ukończył Mińską Wyższą Szkołę Ministerstwa Spraw Wewnętrznych ZSRR, uzyskując wykształcenie prawoznawcy. Posiada stopień podpułkownika milicji. W latach 1980–1988 pracował jako sędzia śledczy, zastępca kierownika Wydziału Spraw Wewnętrznych Sowieckiego Rejonowego Komitetu Wykonawczego miasta Homla. W latach 1988–1994 był zastępcą kierownika Wydziału Spraw Wewnętrznych Centralnego Rejonowego Komitetu Wykonawczego miasta Homla. W latach 1994–1996 pełnił funkcję kierownika Wydziału Spraw Wewnętrznych Homelskiego Rejonowego Komitetu Wykonawczego. Od 1997 roku był I zastępcą kierownika Urzędu Spraw Wewnętrznych Homelskiego Obwodowego Komitetu Wykonawczego.

### Działalność parlamentarna
W 1995 roku Anatolij Sałaujou kandydował w wyborach do Rady Najwyższej Republiki Białorusi XIII kadencji. W pierwszej turze uzupełniających wyborów parlamentarnych 29 listopada 1995 roku został wybrany na deputowanego do Rady Najwyższej z Markowickiego Okręgu Wyborczego Nr 88. 19 grudnia 1995 roku został zarejestrowany przez centralną komisję wyborczą, a 9 stycznia 1996 roku zaprzysiężony na deputowanego. Od 23 stycznia pełnił w Radzie Najwyższej funkcję członka Stałej Komisji ds. Bezpieczeństwa Narodowego, Obrony i Walki z Przestępczością. Był bezpartyjny. Poparł dokonaną przez prezydenta Alaksandra Łukaszenkę kontrowersyjną i częściowo nieuznaną międzynarodowo zmianę konstytucji. 27 listopada 1996 roku przestał uczestniczyć w pracach Rady Najwyższej i wszedł w skład utworzonej przez prezydenta Izby Reprezentantów Zgromadzenia Narodowego Republiki Białorusi I kadencji. Od 18 grudnia pełnił w niej funkcję członka, a potem zastępcy przewodniczącego Stałej Komisji ds. Ustawodawstwa. Zgodnie z Konstytucją Białorusi z 1994 roku jego mandat deputowanego do Rady Najwyższej zakończył się 9 stycznia 2000 roku; kolejne wybory do tego organu jednak nigdy się nie odbyły.

## Odznaczenia
- Medal „Za nienaganną służbę” I klasy (ZSRR)[1];
- Medal „Za nienaganną służbę” II klasy (ZSRR)[1];
- Medal „Za nienaganną służbę” III klasy (ZSRR)[1];

## Życie prywatne
Anatolij Sałaujou jest żonaty, ma dwoje dzieci.